# Джийн Трипълхорн
Джийн Трипълхорн (р. 1963 г.) е американска киноактриса. Едни от най-известните ѝ роли са във филмите „Първичен инстинкт“ (1992) с Майкъл Дъглас и Шарън Стоун, „Воден свят“ (1995) с Кевин Костнър и „Фирмата“ (1993) с Том Круз, Джийн Хекман и Ед Харис. „Воден свят“ е най-скъпият филм за своето време, който обаче претърпява финансов неуспех. През 1999 играе главната женска роля в „Мики Синьото око“ с Джеймс Каан и Хю Грант.

## Биография
Родена е на 10 юни 1963 г. в Тълса, Оклахома, в САЩ. Баща ѝ Том Трипълхорн е бивш китарист на групата „Гари Люис Енд Дъ Плейбойс“. Джийн е сгодена за актьора Бен Стилър, но се жени за друг актьор, Лийлънд Орсър. Има син, Огъст, роден през 2002 г. След като се изявява на сцената известно време, тя дебютира в киното през 1991 г.

## Частична филмография
| Година | Филм                | Оригинално заглавие | Роля           | Режисьор                              |
| ------ | ------------------- | ------------------- | -------------- | ------------------------------------- |
| 1992   | Първичен инстинкт   | Basic Instinct      | д-р Бет Гарнър | Пол Верховен                          |
| 1993   | Фирмата             | The Firm            | Аби Макдиър    | Сидни Полак                           |
| 1994   | Хапки от реалността | Reality Bites       | Черил Гуд      | Бен Стилър                            |
| 1995   | Воден свят          | Waterworld          | Хелен          | Кевин Рейнолдс                        |
| 1999   | Мики Синьото око    | Mickey Blue Eyes    | Джина Витале   | Кели Макин                            |
| 2002   | Отнесени от бурята  | Swept Away          | Марина         | Гай Ричи                              |
| 2003   | Фрейзър             | Frasier             | Челси          | Дейвид Ейнджъл Питър Кейси Дейвид Лий |